# Erythroseris
Erythroseris is een geslacht uit de composietenfamilie (Asteraceae). Het geslacht telt slechts twee soorten die voorkomen in Somalië en op het ten zuiden van Jemen gelegen eiland Socrota.

## Soorten
- Erythroseris amabilis (Balf.f.) N.Kilian & Gemeinholzer
- Erythroseris somalensis (R.E.Fr.) N.Kilian & Gemeinholzer